# Mérinville
Mérinville é uma comuna francesa na região administrativa do Centro, no departamento Loiret. Estende-se por uma área de 12,57 km². Em 2010 a comuna tinha 185 habitantes (densidade: 14,7 hab./km²).